# Bysjön (Bladåkers socken, Uppland)
Bysjön är en sjö i Uppsala kommun i Uppland och ingår i Skeboåns huvudavrinningsområde. Sjön är 4,3 meter djup, har en yta på 0,027 kvadratkilometer och är belägen 100 meter över havet. Vid provfiske har mört och sarv fångats i sjön.